# الفن المحمول
الفن المحمول، يسمى أحيانًا الفن التشكيلي. يشير إلى القطع الصغيرة لفن ما قبل التاريخ التي يمكن حملها من مكان إلى آخر، وهذه ميزة خاصة لفن أواخر العصر الحجري. وهو أحد النوعين الرئيسين لفن ما قبل التاريخ، وأما النوع الآخر فهو الفن الجداري الثابت والذي يُعتبر مرادفًا للفن الصخري.
على الرغم من أن طريقة اصطياد الطرائد كانت موضوعًا متكررًا في الفن المحمول، إلا أن هناك أكثر من عشرة آلاف قطعة تظهر تنوعًا في الحجم، والموضوع، والاستخدام، وتاريخ الإنشاء، والمادة المستخدمة. وكان يُنظر إلى الفن المحمول بأنه أقل أهمية من رسوم الكهوف والتي اشتُهرت أيضًا بفن ما قبل التاريخ. وكان يُعتقد أن الفن المحمول مجرد رسومات أو خطط سابقة سيتم تطويرها في وقت لاحق على شكل فن جدراي. وعلى مر السنين، وصل الفن المحمول إلى ما هو عليه الآن من أهمية عندما أدرك علماء الآثار بأنه يمكن لهم أن يجمعوا من خلاله الكثير من المعلومات عن ثقافة ما قبل التاريخ، وطرق عيشهم، وكذلك معرفة البناء المجتمعي من هذه الأعمال أو الفن.

## أنواع الفن المحمول

### قطع طبيعية معدلة بقدر ضئيل
عادةً ما تتكون من الأحافير، والأسنان، والأصداف، والعظام، وكانت هذه القطع الطبيعية المعدلة موجودة مسبقًا والتي حوّلها الإنسان البدائي بواسطة نقش خطوط أو أنماط أو حفر ثقوب أو غيرها من التقنيات البسيطة التي تحول القطعة الأصلية إلى عمل فني، وعادةً ما تكون هذه القطعة من المجوهرات.

### الحجر المطلي أو المنقوش
قد تم اكتشاف حوالي ألف موقع مليء بالأحجار المزخرفة، وكان الحجر الرملي أو الحجر الكلسي أو حجر اردواز أو صواعد الكهوف من أشهر أنواع المواد المستخدمة، وكانت تُزين بالحيوانات أو الرموز. وقد عرّف بعض علماء الآثار هذه القطع على أنها سلفية تخدم كالرسومات المنحوتة لأمور مستقبلية، وهي رسومات كهفية متطورة بشكل أكبر.

### العظام المطلية أو المنقوشة
وهي تشابه أعمال الحجر المطلي أو المنقوش، فقد كانت مواضيع القطع العظمية عن الطرائد الحيوانية أو الرموز. على عكس نظائرها الحجرية، فإن أعمال العظام المزخرفة تكون أصغر حجمًا وأقل تكرارًا، حيث يُعتبر النقش على العظام أصعب بكثير من النقش على الحجر.

### القرون والعظام المنحوتة

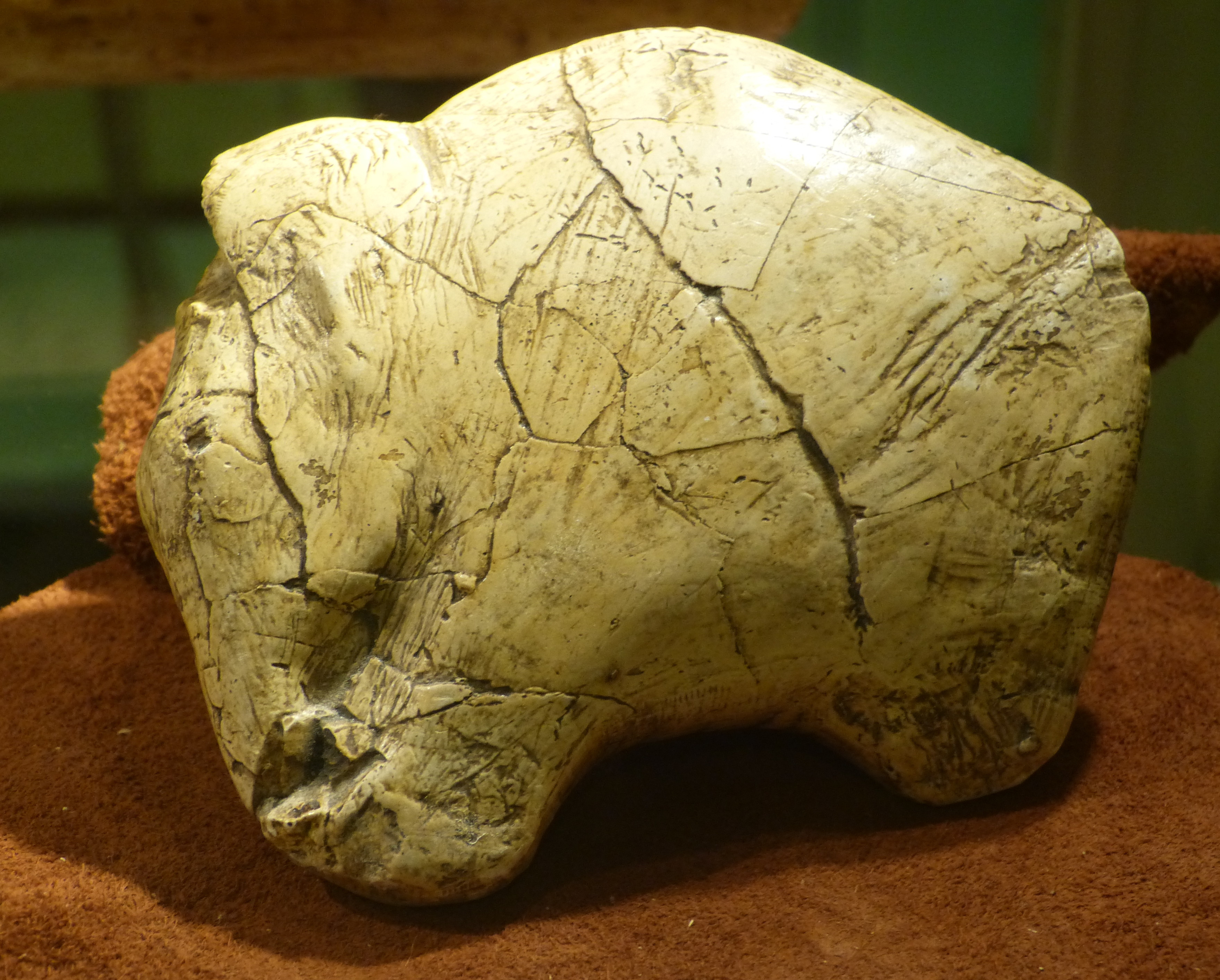
عظام منحوتة لفيل الماموث صوفي

وتستخدم بشكل كبير في نحت رماة الرمح، وتُعتبر القرون والعظام المنحوتة مهمة بسبب الكم الهائل من الوقت والجهد والتفاصيل الدقيقة التي تم نحتها. ونتيجة لذلك، فإن الاعتقاد الشائع بين علماء الآثار هو أن هذه الأعمال صُنعت على أمل جلب الحظ عند صيد الحيوانات.

### التماثيل والمنحوتات العاجية
في حين أن التماثيل المستديرة الأنثوية، التي يطلق عليها اسم "تماثيل فينوس"، حظيت بأكبر قدر من الاهتمام، إلا أن القطع المنحوتة كانت تحتوي أيضًا على صور إنسانية "طبيعية"، بالإضافة إلى صور الحيوانات. وصُنعت هذه التماثيل والمنحوتات باستخدام أدوات الصوان في مجموعة متنوعة من المواد، وتتراوح بدايتها البسيطة من الطين النضيج إلى الحجر الجيري، والحجر الرملي، والعاج، والحجر الأملس، والفحم الحجري، والحجر الكريم، وحتى العنبر.

## التأريخ وصعوبته
تشكل - قرابة أربعون ألف عامًا – الفترة الزمنية التي تفصل بين نشأة الفن المحمول وتحليله اللاحق مشكلة كبيرة في تأريخ الأعمال. فالطريقة النموذجية لتأريخ القطع القديمة هي التأريخ بالكربون المشع والتي تُثير احتمالاً بتدمير القطعة. كما أنها تعمل على تأريخ عظام الحيوان أو القرون أو غيرها من المواد التي استُخدمت في هذا الفن وليس تاريخ نشأة الفن، وكان الحل الشائع لهذه المشكلة هو دراسة طبقات القطعة والعمليات التي أدت إلى الترسبات. ومع ذلك، فإن التأريخ الطبقي أمر مستحيل بسبب تجاهل علماء الآثار عند حفر الكهوف أو المواقع الأخرى التي اكتُشفت الأعمال الفنية المحمولة فيها. حدث تدمير طبقة الأرض نتيجة للنهب وعمليات الحفر غير القانونية التي لا تركز على المواد المكتشفة، بل على قيمة أعادة بيعها. وتدمر اختلالات الوضع الطبقي مصدر التاريخ المحدد.
كما أن هناك صعوبة في التحليل الطبقي هو إمكانية اختلاف تاريخ إنشاء القطعة ووضعها النهائي بشكل كبير، ويُعتقد أن العديد من القطع المحمولة تُستخدم في الطقوس (مجموعة من الإجراءات التي يؤديها بعض الأشخاص) وتنتقل من جيل إلى آخر مع إبقاؤها قيد الاستخدام لمئات أو آلاف السنين. من خلال هدرة رجل ما قبل التاريخ فإنه من الممكن أن يكون المكان الأخير لقطعة ما يبعد مئات أو حتى آلاف الأميال من نقطة نشأتها الأصلية. .
ورغم صعوبة الأمر، يُظهر تأريخ القطع المحمولة صلة هامة في بناء التسلسل الزمني لهذا الفن، وبالتالي تطور الإنسان الأول. في حين ان العلماء لم يتفقوا على الأنماط المحددة المرتبطة بفترة زمنية معينة بسبب الطبيعة الذاتية للفن. ويمكن تشكيل أوجه التشابه وأنماط واسعة تعمل على تعزيز الدراسة الأثرية أو رجل ما قبل التاريخ من خلال وضع ملاحظات ونظريات يمكن لعلماء الآثار تطويرها.